# Gerard 't Hooft
Gerard 't Hooft, né le 5 juillet 1946 au Helder aux Pays-Bas, est un physicien néerlandais. Il est professeur à l'Institut de physique théorique de l'université d'Utrecht depuis 1977. Il est lauréat, avec Martinus Veltman, du prix Nobel de physique de 1999 pour des travaux sur la structure quantique servant en physique des particules.

## Biographie
Il est colauréat avec Martinus Veltman du prix Nobel de physique de 1999 « pour l'élucidation de la structure quantique des interactions électrofaibles en physique ». Il a notamment développé un modèle mathématique qui a permis aux scientifiques de prédire les propriétés des particules subatomiques qui constituent l'univers et des forces fondamentales à travers lesquelles elles interagissent. Il a introduit la notion d'instanton dans les années 1975.
Il est également lauréat de la médaille Franklin en 1995.

## (début de) Bibliographie
Gerard 't Hooft, « A planar diagram theory for strong interactions », Nuclear Physics B, vol. 72, no 3,‎ 1974, p. 461–470 (DOI 10.1016/0550-3213(74)90154-0, Bibcode 1974NuPhB..72..461T, lire en ligne)

## Mars One
Gerard 't Hooft est un des ambassadeurs du projet.

## Distinctions
- Commandeur de l'ordre du Lion néerlandais